# F-Zero X
F-Zero X är ett futuristiskt racingspel, utvecklat av Nintendo EAD och utgivet av Nintendo till Nintendo 64 under 1998. Spelet som ingår i spelserien F-Zero. Spelet utspelar sig i futuristisk miljö, och går ut på att tävla mot varandra med svävare. Upp till fyra personer kan spela mot varandra, och man kan även som enskild spelare tävla mot 30 datorstyrda motståndare.